# Nectria tawa
Nectria tawa är en svampart som beskrevs av Dingley 1951. Nectria tawa ingår i släktet Nectria och familjen Nectriaceae.   Inga underarter finns listade i Catalogue of Life.